# Route nationale 6 (Cambodge)
Pour les articles homonymes, voir Route nationale 6.
La route nationale 6 est une des routes nationales du Cambodge. D'une longueur de 416 kilomètres (avec la 6A), elle relie la capitale cambodgienne à Sisophon, en passant au nord du Tonlé Sap. La route débute au nord de Phnom Penh sous le nom de « route nationale 6A ». Elle traverse les provinces de Kandal et de Kampong Cham, à Skuon, elle se connecte sur la route nationale 7, et devient la « route nationale 6 ». Elle continue vers les provinces de Kompong Thom, de Siem Reap et de Banteay Mean Chey. Elle se termine à la jonction de la route nationale 5, à Sisophon.